# 佐博多梅
7°5′N 2°6′E / 7.083°N 2.100°E
佐博多梅（法語：Zogbodomey）是貝寧的城鎮，位於該國中南部，由祖省負責管轄，面積600平方公里，海拔高度75米，2013年該城鎮人口92,935，人口密度每平方公里155人。